# Tallbergstjärnen, Jämtland
Tallbergstjärnen är en sjö i Strömsunds kommun i Jämtland och ingår i Ångermanälvens huvudavrinningsområde.